# 421 Zahringia
421 Zahringia (mednarodno ime 421 Zähringia) je asteroid tipa S (po Tholenu) v glavnem asteroidnem pasu.

## Odkritje
Asteroid je odkril Max Wolf 7. septembra 1896 v Heidelbergu.. Imenuje se po družini Zähringen iz Badna v Nemčiji.

## Značilnosti
Asteroid Zahringia obkroži Sonce v 4,05 letih. Njegov tir ima izsrednost 0,282, nagnjen pa je za 7,775° proti ekliptiki.